# Эпидермоптоз
Эпидермоптоз (Epidermoptosis) — акариаз человека и домашних птиц, вызываемый клещами семейства Epidermoptes.
Возбудитель — овальной формы клещ Epidermoptes bilobatus; длина тела самца до 0,18 мм, самки — 0,27 мм. Самки яйцекладущие. У птиц (куры, индейки, цесарки и др. куриные) паразит вызывает поражение кожи («кожеедная чесотка»). Распространён в странах Европы и Северной Америки. Может сосуществовать с грибковыми инфекциями, например Lophophyton spp.
У человека перьевые клещи E. bilobatus могут вызвать аллергический ринит и дерматит.